# بطولة العالم لسباق الدراجات على الطريق 1955
بطولة العالم لسباق الدراجات على الطريق 1955 هي الدورة الـ 28 من بطولة العالم لسباق الدراجات على الطريق، أجريت في فراسكاتي، إيطاليا.

## برنامج المسابقات
رجال
- سباق الطريق المداري.

سيدات
- سباق الطريق المداري.

## النتائج النهائية
| المسابقة            | ذهبية                | فضية                       | برونزية               |
| ------------------- | -------------------- | -------------------------- | --------------------- |
| الرجال              |                      |                            |                       |
| سباق الطريق المداري | ستان أوكيرس (بلجيكا) | جان بيير شميتز (لوكسمبورغ) | جيرمان ديريك (بلجيكا) |